# Гуляйпільський повіт
Гуляйпі́льський пові́т — адміністративно-територіальна одиниця Запорізької губернії з центром у місті Гуляйполе.

## Географія
Гуляйпільський повіт розташовувався в центрі Запорізької губернії. Проіснував із 23 березня 1921 р. по 1 грудня 1922 р.
Станом на 1921 рік складався із 26 волостей:
| №  | Назва волості             |
| -- | ------------------------- |
| 1  | Басанська                 |
| 2  | Білогірська               |
| 3  | Білоцерківська            |
| 4  | Благовіщенська            |
| 5  | Великомихайлівська        |
| 6  | Воскресенська             |
| 7  | Гаврилівська              |
| 8  | Гайчурська                |
| 9  | Григорівська-Кривий Ріг   |
| 10 | Гуляй-Пільська            |
| 11 | Залитвянська              |
| 12 | Іванівська                |
| 13 | Катерининська             |
| 14 | Кінсько-Роздорська        |
| 15 | Мало-Михайлівська         |
| 16 | Нево-Успенська            |
| 17 | Ново-Златопільська        |
| 18 | Ново-Миколаївська         |
| 19 | Покровська                |
| 20 | Пологівська               |
| 21 | Приютинська               |
| 22 | Рождественська (Різдвяна) |
| 23 | Семенівська               |
| 24 | Туркенівська              |
| 25 | Федорівська               |
| 26 | Цареконстантинівська      |